# Przedrzeźniacz płowy
Przedrzeźniacz płowy (Mimus graysoni) – gatunek średniej wielkości ptaka z rodziny przedrzeźniaczy (Mimidae). Jest endemiczny dla wyspy Socorro w meksykańskim Archipelagu Revillagigedo. Według danych Międzynarodowej Unii Ochrony Przyrody gatunek krytycznie zagrożony.
MorfologiaPrzedrzeźniacz płowy mierzy 25 cm i waży około 65 g. Średniej długości, nieco zagięty szary dziób. Przez oko biegnie brązowa przepaska, cały wierzch ciała łącznie z ogonem także brązowy. Reszta głowy jaśniejsza, a spód ciała biały. Szare nogi. Z tyłu lekko kreskowany.
Ekologia i zachowanieJego środowisko to wilgotne, karłowate lasy i wąwozy porośnięte krzewami i drzewami. Występuje w przedziale wysokości 300–950 m n.p.m. Prowadzi naziemny tryb życia.
Gniazduje pomiędzy listopadem a lipcem. Swoje 3 białe jaja wysiaduje nie więcej niż przez 15 dni. Żywi się drobnymi bezkręgowcami, krabami oraz owocami. Jest agresywny.
StatusMiędzynarodowa Unia Ochrony Przyrody (IUCN) uznaje przedrzeźniacza płowego za gatunek krytycznie zagrożony (CR, Critically Endangered). Badania nad tym gatunkiem przeprowadzone w latach 1993–1994 wykazały, że żyje tylko około 350 osobników. Obecna populacja szacowana jest na około 190–280 dorosłych osobników, a zasięg występowania na 50 km².
Zagrożenie wyginięciem wynika ze zmniejszania się obszaru naturalnego habitatu przedrzeźniacza, spowodowanego aktywnością zdziczałych owiec oraz locusty, jak również z powodu zdziczałych kotów, zawleczonych na wyspę między 1953 a 1970 rokiem.